# Schistidium gracile
Schistidium gracile är en bladmossart som beskrevs av Limpricht 1889. Schistidium gracile ingår i släktet blommossor, och familjen Grimmiaceae. Inga underarter finns listade i Catalogue of Life.